# Челиев, Егор Герасимович
Егор Герасимович Челиев (19 мая 1771, Киев — около 1839, Москва) — русский строитель.

## Биография
Родился в семье отставного военного (точное место рождения не известно), в 1780 году вместе с родителями переехал на постоянное место жительства в город Саратов.
В 1792—1793 годы служил в Преображенском полку, уволился подпоручиком. С 1797 года — уездный землемер, стряпчий Казённой управы в Саратове.
Переехал в Москву около 1801 года, работал межевым землемером, генеральным землемером первого класса при Межевой канцелярии; в 1801 году произведён в титулярные советники, в 1806 — в коллежские асессоры, в 1811 — в надворные советники.
В 1812 г. был начальником Московской военно-рабочей бригады по планировке и восстановлению строений (по другим сведениям, директором Чертёжной) . В годы пребывания в Москве изобрёл цемент.
С июня 1817 года — директор [1-го отделения] чертёжной при Комиссии строений в Москве, затем — начальник мастерских команд военно-рабочей бригады.
В 1826 году произведён в статские советники. В сентябре 1829 года уволен от службы в Комиссии для строений в Москве. В конце 1829 года представил Московскому генерал-губернатору проект производства водопроводных труб из базальтовой массы, который был поддержан губернатором и Советом путей сообщения, но остался нереализованным.
Дальнейшая судьба Е. Г. Челиева не выяснена.
Дело Челиева продолжили русские учёные Р. Л. Шуляченко, А. А. Байков, В. А. Кинд, С. И. Дружинин, В. Н. Юнг, П. П. Будников, В. Ф. Журавлев и др.

### Семья
Отец — Герасим Давыдович Челидзе (? — 1777/1778), грузинский дворянин, служил в Грузинском гусарском полку, затем в 6-м Киевском гарнизонном батальоне, вышел в отставку секунд-майором.
Мать — Фёкла Владимировна. После смерти Г. Д. Челидзе вышла замуж за Якова Мартемьяновича Маурина, инженер-цейхвахтера; после выхода его в отставку семья переехала в Царицын, затем — в Саратов.
Жена — Мария Александровна Воейкова; дети: Ольга, Варвара.

«Прожектированный планъ столичнаго города Москвы». План сочинен при комиссии для строений в Москве в 1818 году. Составил Егор Челиев, гравировал А. Флоров. Римскими цифрами обозначены части города. Отделения города обозначены латинскими буквами. Карта раскрашена вручную акварелью. Масштаб 1:12600.

## Работы
После пожара 1812 занимался вопросами восстановления Москвы в Комиссии о строении Москвы. Осуществлял дорожные работы, по 1829 год выполнял планировку по всей Москве, в частности, от Никитских ворот к Арбатским, построил бассейн и фонтан у Самотечного пруда, канал от конца Никитской улицы к Кремлёвскому саду, вёл работы по сооружению подземного ложа для реки Неглинной.
В 1818 году, будучи директором чертёжной, получил разрешение и за свой счёт издал «Прожектированный план Столичного города Москвы» (переиздан в 1819 году), к которому была приложена «Экспликация к плану столичного города Москвы…».
Изобрёл тип цемента, пригодный для подводных работ, сходный с портландцементом, и описал его в изданной в 1825 году книге под названием «Полное наставление, как приготовлять дешевый и лучший мертель, или цемент, весьма прочный для подводных строений, как-то: каналов, мостов, бассейнов и плотин, подвалов, погребов и штукатурки каменных и деревянных строений».

### Избранные сочинения
Источник — электронные каталоги РНБ
- Челиев Е. Г. Изъяснение к прожектированному плану столичнаго города Москвы, показывающее состоящия в оном соборы, монастыри, приходския церкви, казенныя, общественныя здания и прочия заведения по 1824 год, с прибавлением краткаго историческаго описания о начале сей столицы, постепенном ея распространении и славе. — Третьим тиснением. — М. : тип. Августа Семена при Императорской Медико-хирургической академии, 1824. — 101 с.
- Челиев Е. Г. Историческое описание о начале столичнаго города Москвы, ея распространении и славе. = Récit historique sur la fondation l’agrandissement et la célébrité de la ville capitale de Moscou. — М. : тип. Августа Семена при Медико-хирургической академии, 1824. — 53 с. (рус.) (фр.)
- Челиев Е. Г. Полное наставление, как приготовлять дешевый и лучший мертель или цемент, весьма прочный для подводных строений, как-то: каналов, мостов, бассейнов, плотин, подвалов, погребов, и штукатурки каменных и деревянных строений. : Изданное по опыту произведенных в натуре строений, начальником Московской военнорабочей бригады мастерских команд 2 го разряда, 6 го класса и кавалером Челиевым. — М. : тип. Пономарева, 1825. — 28 с.
- Челиев Е. Г. Прожектированный план столичного города Москвы. — М., 1819. (Экземпляр РНБ утрачен)
- Челиев Е. Г. Экспликация к плану столичнаго города Москвы, : объясняющая состоящие в оном соборы, монастыри, приходския церкви, казенныя публичныя здания и прочие заведения. — М. : тип. С. Селивановскаго, 1818. — 27 с.

## Награды
- орден Святой Анны 2-й (1826) и 3-й степеней,
- орден Святого Владимира 4-й степени (1825),
- медаль «В память Отечественной войны 1812 года»[2][7].

## Память
- В 1976 году именем Е. Г. Челиева назван переулок в Невском районе Санкт-Петербурга[2].